# Spineni
Spineni é uma comuna romena localizada no distrito de Olt, na região de Oltênia. A comuna possui uma área de 73.98 km² e sua população era de 2025 habitantes segundo o censo de 2007.